# Montfaucon-d’Argonne
Montfaucon-d’Argonne település Franciaországban, Meuse megyében. Lakosainak száma 276 fő (2022. január 1.). Montfaucon-d’Argonne Avocourt, Cuisy, Épinonville, Malancourt, Nantillois, Septsarges és Véry községekkel határos.

## Népesség
A település népességének változása:
| Lakosok száma | 353  | 326  | 318  | 348  | 331  | 323  | 307  | 296  | 293  | 276  |
|               | 1968 | 1982 | 1990 | 2006 | 2013 | 2015 | 2017 | 2019 | 2020 | 2022 |